# Ostedes enganensis
Ostedes enganensis är en skalbaggsart som beskrevs av Stefan von Breuning 1982. Ostedes enganensis ingår i släktet Ostedes och familjen långhorningar. Inga underarter finns listade i Catalogue of Life.